# Quintana (ort i Brasilien, São Paulo, Quintana)
Quintana är en ort i Brasilien.   Den ligger i kommunen Quintana och delstaten São Paulo, i den södra delen av landet, 700 km söder om huvudstaden Brasília. Quintana ligger 597 meter över havet och antalet invånare är 6 008.
Terrängen runt Quintana är huvudsakligen platt, men åt sydost är den kuperad. Quintana ligger uppe på en höjd. Närmaste större samhälle är Pompéia, 14,5 km öster om Quintana.
Omgivningarna runt Quintana är huvudsakligen savann. Runt Quintana är det ganska glesbefolkat, med 30 invånare per kvadratkilometer.